# Parc Nacional de l'Stelvio

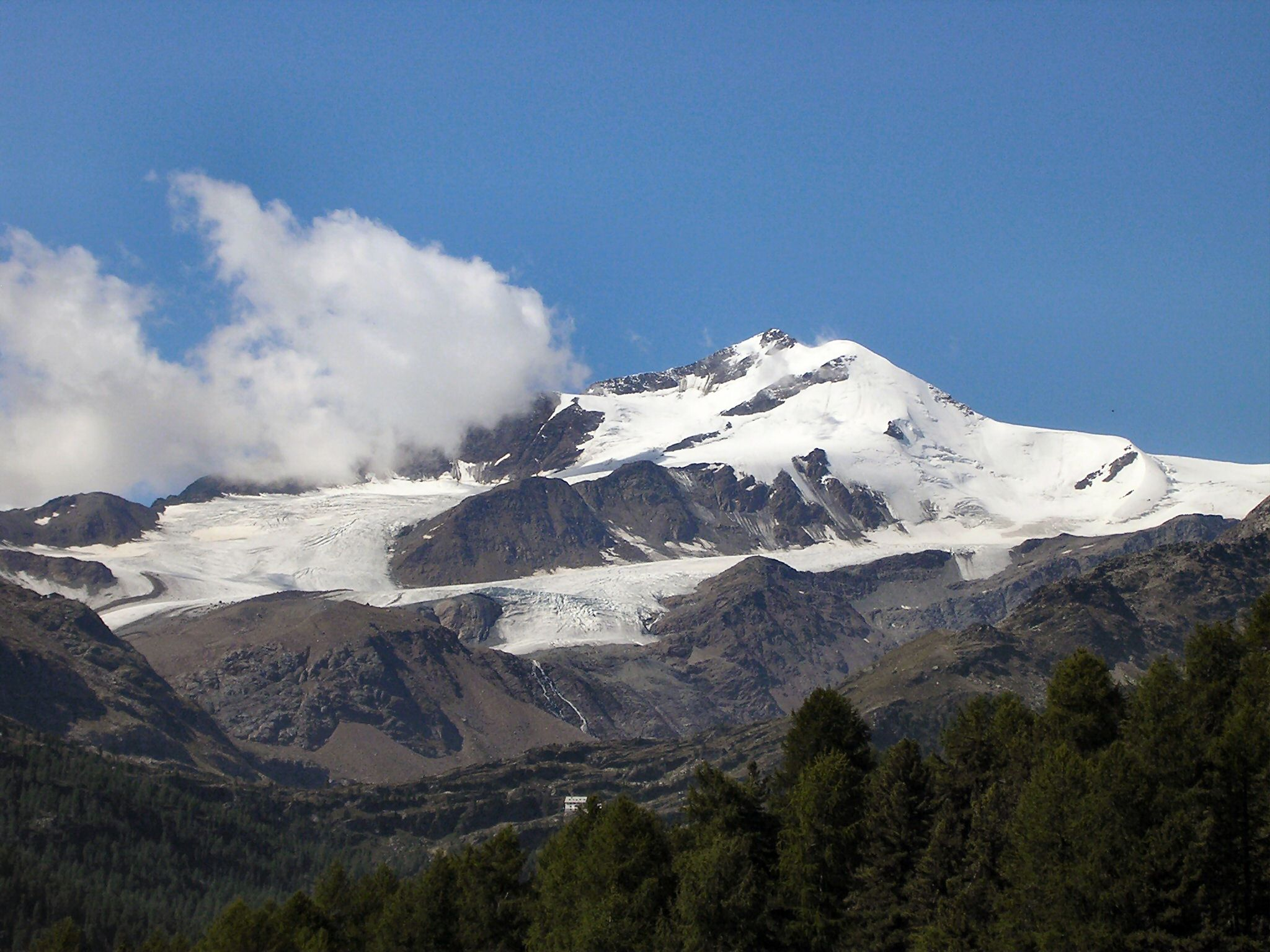
El Cevedale, al parc (vist des de la val Martello).

El Parque Nacional de l'Stelvio (en italià, Parco nazionale dello Stelvio; en alemany, Nationalpark Stilfser Joch) és un dels parcs naturals italians més antics. Va néixer amb la finalitat de protegir la flora, la fauna i la bellesa natural del paisatge del grup muntanyós de l'Ortles-Cevedale, i per a promoure el desenvolupament d'un turisme sostenible a les valls alpines de la Llombardia, el Trentino i l'Alto-Adige.
S'estén sobre un territori de 24 municipis i de 4 províncies i està en contacte directa al nord amb el Parc Nacional Suís, al sud amb el Parc Natural Provincial de l'Adamello-Brenta i amb el Parc Regional de l'Adamello: tots aquests parcs junts, constitueixen una grandíssima àrea al cor dels Alps que gairebé arriba a les 400.000 ha.